# 恩格萊訥河
47°36′54.55″N 11°2′3.2″E / 47.6151528°N 11.034222°E

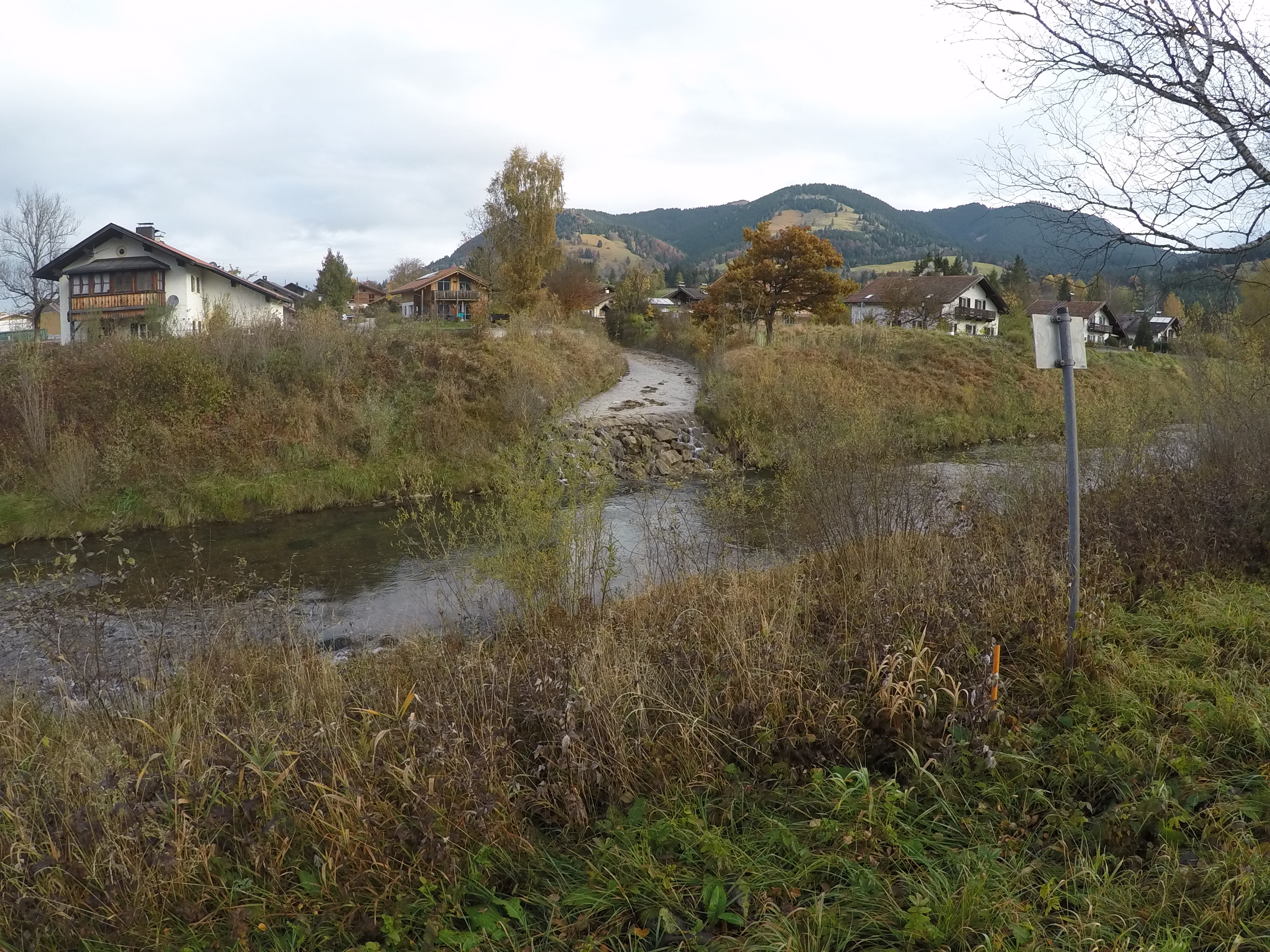

恩格萊訥河是德國的河流，位於該國東南部，由巴伐利亞負責管轄，屬於安珀河的右支流，河道全長2.9公里，發源自阿默高山脈。